# Przyrowa (powiat tucholski)
Przyrowa (dawniej Przyrowo) – wieś w Polsce, położona w województwie kujawsko-pomorskim, w powiecie tucholskim, w gminie Gostycyn.
W latach 1975–1998 miejscowość należała administracyjnie do województwa bydgoskiego. Według Narodowego Spisu Powszechnego (III 2011 r.) liczyła 151 mieszkańców. Jest najmniejszą miejscowością gminy Gostycyn.